# Bernhard Potschka
Bernhard Potschka (né le 1er mars 1952 à Wurtzbourg) est un compositeur et musicien allemand.

## Biographie
Potschka étudie dans sa jeunesse le piano et le violoncelle. Il se met ensuite à la guitare électrique. En 1973, il devient à Berlin membre du groupe de rock engagé Lokomotive Kreuzberg. Il fait la connaissance de Herwig Mitteregger (de) et Manfred Praeker (de), avec lesquels plus Reinhold Heil, après la dissolution en 1977 d'un premier groupe qui accompagnait la chanteuse punk Nina Hagen, il forme en 1980 Spliff.
Après la dissolution de Spliff en 1985, il part vivre en Espagne. Avec Heil, Praeker et Lyndon Connah, il forme le groupe Froon, qui ne fit qu'un titre Bobby Mugabe et ne durera que deux ans. Sous le nom de "Perxon" ou de "Potschka Perxon", avec le chanteur Michael Ernst-Pörksen, il fait en 1992 un projet musical rock et par ailleurs "Gitarra-Pura", un duo inspiré par le flamenco.
En 1994, il revient à Berlin et monte son propre studio. Il devient producteur, joue de la guitare pour des groupes et publie des albums solo. En 2004, lui et Praeker se remettent ensemble et fondent à l'initiative du manager Andy Eder avec Ron Spielman, Peter Stahl, Benny Greb et Minas Suluyan le groupe "Bockx auf Spliff", qui reprend sous de nouveaux arrangements les chansons de Spliff.

## Discographie
Albums
- 1992: Perxon
- 1997: The Journey
- 1998: Vamos
- 2000: Sahara
- 2001: Die Geheimnisse der Cleopatra
- 2008: Mystics Of Arabian Virtuality
- 2011: Varieties Of Truth
- 2012: Carisma (Gitarra Pura)